# Anguiano
Anguiano – gmina w Hiszpanii, w prowincji La Rioja, w La Rioja, o powierzchni 90,89 km². W 2011 roku gmina liczyła 546 mieszkańców.